# Rayong (Provinz)
Rayong (Thai: ระยอง) ist eine Provinz (Changwat) im Osten Thailands, am Golf von Thailand. Sie wird verwaltungstechnisch zur Zentralregion gezählt. Die Hauptstadt der Provinz Rayong heißt ebenfalls Rayong.
Die Provinz verfügt über bedeutende Bodenschätze und Industrie. Sie hat die höchste Pro-Kopf-Wirtschaftsleistung unter Thailands Provinzen.

## Geographie
Rayong liegt etwa 220 Kilometer südöstlich von Bangkok am Golf von Thailand. Der Norden ist gekennzeichnet von einer bergigen Landschaft, doch bildet die überwiegende Fläche eine Tiefebene, die sich der Höhe des Meeresspiegels annähert. Die Küste ist etwa 100 km lang, von Palmen gesäumt und stellenweise sehr zerklüftet. In den Golf von Thailand fließen zwei wichtige Flüsse, der Rayong und der Prasae.
| Angrenzende Provinzen und Gebiete: | Angrenzende Provinzen und Gebiete: |
| ---------------------------------- | ---------------------------------- |
| Norden                             | Chon Buri                          |
| Osten                              | Chanthaburi                        |
| Süden                              | Küste zum Golf von Thailand        |
| Westen                             | Chon Buri                          |

### Klima
Das Klima ist tropisch-monsunal. Im Jahr 2009 gab es 115 Regentage mit zusammen 1527,6 mm Niederschlagsmenge. In demselben Jahr betrug die Höchsttemperatur 34 °C, die tiefste Temperatur 18 °C.

## Wirtschaft und Bedeutung
Die wirtschaftliche Bedeutung Rayongs liegt neben dem Tourismus, der mehr und mehr über Chonburi und Bangkok hierher geleitet wird, in der Vielfalt der Naturschätze. Neben ausgedehnten Waldgebieten gibt es reiche Vorkommen an Süßwasserfischen und Meerestieren sowie Erze. Hauptindustrie der Provinz ist die Verarbeitung von Meeresfrüchten. Hier befinden sich die Produktionszentren für die thailändische Fischsoße und die Garnelenpaste, die zu keiner thailändischen Tafel fehlen darf. Daneben gibt es auch wichtige Obstplantagen und -verarbeitungsbetriebe (Durian, Rambutan und Mangostanen) sowie Kautschuk.
Das „Gross Provincial Product“ (Bruttoinlandsprodukt) der Provinz betrug 2011 751,066 Milliarden Baht (ca. 18,4 Mrd. Euro). Damit war es die wirtschaftlich bedeutendste Provinz nach der Hauptstadt Bangkok. Das Pro-Kopf-Produkt betrug 1.235.695 Baht (ca. 30.200 Euro), der mit großem Abstand höchste Wert landesweit und mehr als sieben Mal so viel wie der landesweite Durchschnitt.
Wichtigste Branche war das herstellende Gewerbe, das 297,8 Milliarden Baht erwirtschaftete, danach der Rohstoffabbau mit 251,8 Mrd. Baht. Es folgten die Energie- und Wasserversorgung mit 54,9 Mrd., der Groß- und Einzelhandel mit 52,4 Mrd. Baht. Landwirtschaft und Fischerei machten 33,9 Mrd., Verwaltung und Sozialversicherung 20,4 Mrd. Baht aus.

### Daten
Die unten stehende Tabelle zeigt den Anteil der Wirtschaftszweige am Gross Provincial Product in Prozent:
| Wirtschaftszweig | 2006 | 2007 | 2008 |
| ---------------- | ---- | ---- | ---- |
| Landwirtschaft   | 2,1  | 2,2  | 2,6  |
| Industrie        | 48,2 | 50,0 | 42,4 |
| Andere           | 49,7 | 47,8 | 55,0 |

## Verkehr

### Flughafen
- U-Tapao (Pattaya, Rayong)

## Geschichte

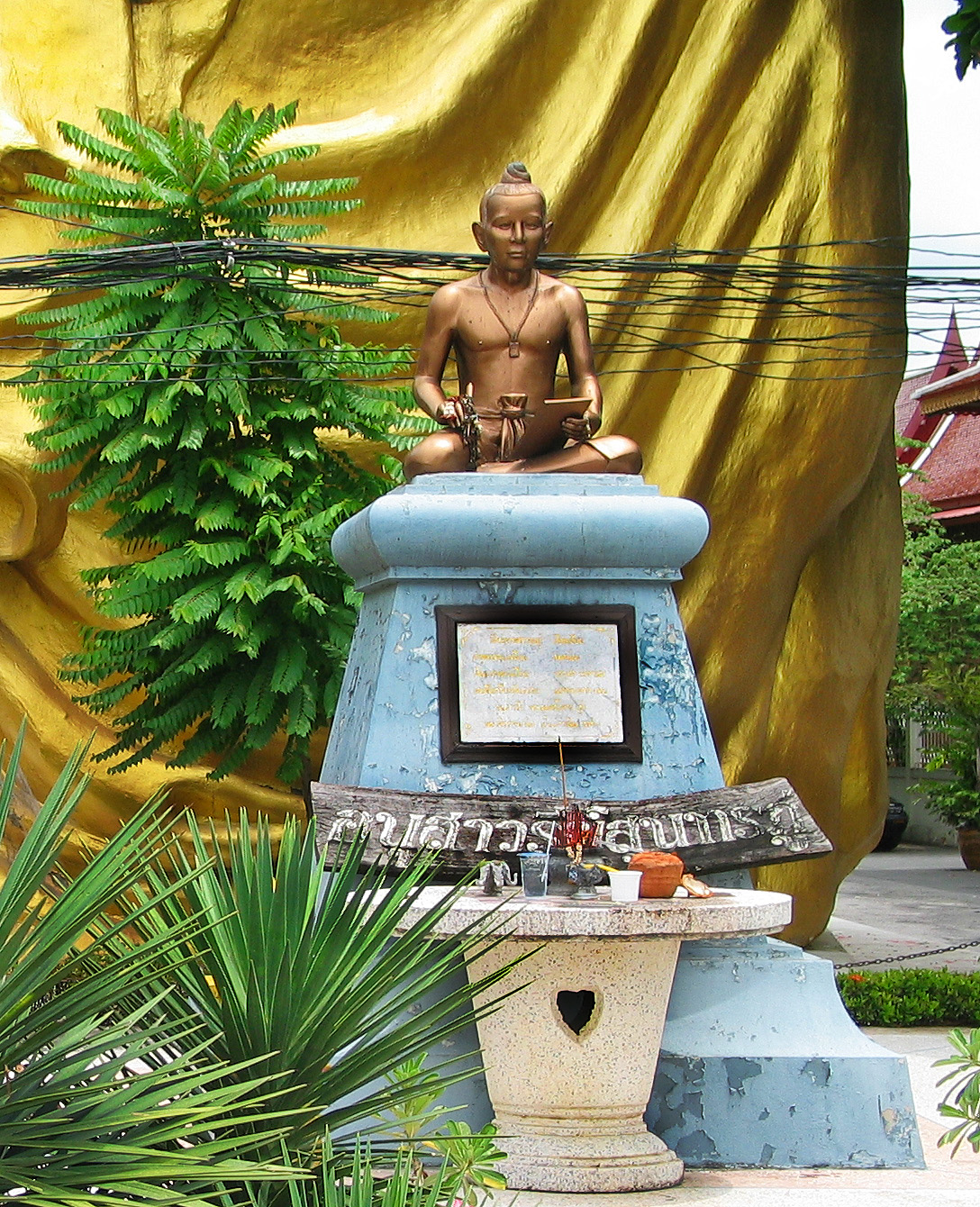
Denkmal für Sunthorn Phu im Wat Sri Sudaram, Bangkok

Erstmals erwähnt wird Rayong während der Regierungszeit des Königs Maha Thammaracha in der Ayutthaya-Periode. Während der birmanischen Invasion, die das Ende des Reiches von Ayutthaya bedeutete, trat Phraya Kamphaengphet, der spätere König Taksin, von Rayong und Chanthaburi aus seinen Siegeszug durch ganz Siam und darüber hinaus an. Der erste Sieg seiner Anhänger war die Einnahme Rayongs, der sieben Tage später die von Chanthaburi folgte.
Mueang Klaeng ist der Geburtsort von Sunthon Phu (1787–1855), dem thailändischen Nationaldichter. Er lebte zu Beginn der Rattanakosin-Periode und beeinflusste nicht nur die thailändische Literatur und Dichtung, sondern auch König Phutthaloetla Naphalai (Rama II.), der selbst wichtige Werke wieder verfasste, die während der Zerstörung Ayutthayas verloren gegangen waren. Sunthon zu Ehren findet am 26. Juni jedes Jahr im Sunthon Phu Memorial Park in seinem Geburtsort Ban Kram, Amphoe Klaeng, ein Fest statt.

## Sehenswürdigkeiten
- Statue des Sunthon Phu – im Dorf Ban Kram in Amphoe Klaeng, am Geburtsort des thailändischen Nationaldichters; die Statue umgibt ein reizend angelegter Park mit Figuren aus seinen Dichtungen, wie Phra Aphaimani, den Flötenspieler.
- Wat Saranat Thammaram – buddhistische Tempelanlage in Amphoe Klaeng.
- Nationalparks:
  - Nationalpark Khao Laem Ya – Mu Ko Samet (อุทยานแห่งชาติเขาแหลมหญ้า-หมู่เกาะเสม็ด) auf der Insel Ko Samet, von Ban Phe aus zu erreichen.
  - Nationalpark Khao Chamao – Khao Wong (อุทยานแห่งชาติเขาชะเมา-เขาวง) – eine Art Botanischer Garten mit einem achtstufigen Wasserfall.

## Symbole
Das Siegel der Provinz Rayong zeigt die Ferieninsel Ko Samet. Der lokale Baum ist der Punnaga (Calophyllum iniphyllum).
Der Wahlspruch der Provinz Rayong lautet:
Die Provinz Rayong ist bekannt für ihre wohlschmeckenden Früchte,

Das Industriezentrum wird hier vorangetrieben,

Das Land der besten Fischsoße und der schönen Insel Ko Samet,

Dies ist die Heimat von Sunthorn Phu, dem großen Dichter.

## Verwaltungseinheiten

### Provinzverwaltung
Die Provinz Rayong ist in acht Landkreise (Amphoe) eingeteilt, die wiederum in 58 Kommunen (Tambon) und diese in 388 Dorfgemeinschaften (Muban) gegliedert sind.
| \| Nr. \| Amphoe-Name \| Thai \| \| --- \| ----------------------- \| -------------- \| \| 1 \| Amphoe Mueang Rayong \| อำเภอเมืองระยอง \| \| 2 \| Amphoe Ban Chang \| อำเภอบ้านฉาง \| \| 3 \| Amphoe Klaeng \| อำเภอแกลง \| \| 4 \| Amphoe Wang Chan \| อำเภอวังจันทร์ \| \| 5 \| Amphoe Ban Khai \| อำเภอบ้านค่าย \| \| 6 \| Amphoe Pluak Daeng \| อำเภอปลวกแดง \| \| 7 \| Amphoe Khao Chamao \| อำเภอเขาชะเมา \| \| 8 \| Amphoe Nikhom Phatthana \| อำเภอนิคมพัฒนา \| |                         |                |
| Nr. | Amphoe-Name             | Thai           |
| 1 | Amphoe Mueang Rayong    | อำเภอเมืองระยอง |
| 2 | Amphoe Ban Chang        | อำเภอบ้านฉาง    |
| 3 | Amphoe Klaeng           | อำเภอแกลง      |
| 4 | Amphoe Wang Chan        | อำเภอวังจันทร์    |
| 5 | Amphoe Ban Khai         | อำเภอบ้านค่าย    |
| 6 | Amphoe Pluak Daeng      | อำเภอปลวกแดง   |
| 7 | Amphoe Khao Chamao      | อำเภอเขาชะเมา  |
| 8 | Amphoe Nikhom Phatthana | อำเภอนิคมพัฒนา   |

### Lokalverwaltung
Für das ganze Gebiet der Provinz besteht eine Provinz-Verwaltungsorganisation (องค์การบริหารส่วนจังหวัด, kurz อบจ., Ongkan Borihan suan Changwat; englisch Provincial Administrative Organization, PAO).
In der Provinz gibt es eine Großstadt (เทศบาลนคร, Thesaban Nakhon) – Rayong (เทศบาลนครระยอง), drei Städte (เทศบาลเมือง, Thesaban Mueang) und 18 Kleinstädte (เทศบาลตำบล, Thesaban Tambon).